# جوزيف تايلور (لاعب كريكت)
جوزيف تايلور (7 سبتمبر 1886 في أستراليا - 3 سبتمبر 1954) (بالإنجليزية: Joseph Taylor)‏ هو لاعب كريكت أسترالي ونيوزلندي.

## وصلات خارجية
- جوزيف تايلور (لاعب كريكت) على موقع إي آس بي آن كريك إنفو (الإنجليزية)